# SHC Berner Oberland
Der SHC Berner Oberland ist ein 1992 gegründeter Streethockeyclub in der Schweiz. Er wurde ursprünglich in der Region Interlaken gegründet und war da beheimatet, die Spiele werden nun in Wimmis ausgetragen. Seit der Saison 2017/18 spielt der Verein in der 2. Liga der Swiss Streethockey Association.

## Geschichte
Der SHC Berner Oberland wurde am 28. März 1992 in Bönigen gegründet. Der Verein nahm in der Saison 1992/93 erstmals an der Schweizer Streethockeymeisterschaft teil. Im Frühjahr 1993 stieg der SHC Berner Oberland in die neu geschaffene Nationalliga B ab. In der Saison 1995/96 gelang der Wiederaufstieg in die Nationalliga A. Im Frühjahr 2005 stieg der SHC Berner Oberland wieder in die zweithöchste Liga der Schweiz ab. Bis zur Saison 2016/17 gehörte der SHC Berner Oberland ununterbrochen der zweithöchsten Schweizer Spielklasse an.
Zwischen 1992 und 1998 wurden die Heimspiele auf dem Hartplatz bei der Schulanlage in Bönigen ausgetragen. Im Sommer 1998 folgte der Umzug auf den Platz beim Steindlerschulhaus in Unterseen. Seit der Saison 2005/06 trägt der SHC Berner Oberland alle Spiele in der Rollhockeyhalle in Wimmis aus. Im Sommer 2013 umfasste der Verein nebst der Nationalliga B Mannschaft, eine 2. Ligamannschaft und eine Juniorenmannschaft. Seit der Saison 2017/18 nur noch eine 2. Ligamannschaft aktiv.

## Sportliche Erfolge
- Schweizermeister NLA: 1997
- Vizemeister NLA: 1996
- Europacupteilnahmen: 1997, 1998, 2000
- Schweizermeister Senioren: 2008
- Schweizermeister NLB 1995, 2015
- Schweizermeister 2. Liga 2017/18, 2024/25